# Theristus longissimecaudatus
Theristus longissimecaudatus är en rundmaskart. Theristus longissimecaudatus ingår i släktet Theristus, och familjen Monhysteridae. Arten är reproducerande i Sverige.